# Alloscelus hirticomus
Alloscelus hirticomus là một loài bọ cánh cứng trong họ Bọ hung (Scarabaeidae).